# DTM seizoen 2001
Het DTM seizoen 2001 was het tweede seizoen van de Deutsche Tourenwagen Masters, na de hervatting van het kampioenschap in 2000. Het kampioenschap werd gewonnen door Bernd Schneider.

## Races
| Ronde | Circuit        | Datum        | Winnaar         | Merk     |
| ----- | -------------- | ------------ | --------------- | -------- |
| 1     | Hockenheimring | 22 april     | Bernd Schneider | Mercedes |
| 2     | Nürburgring    | 6 mei        | Laurent Aïello  | Audi     |
| 3     | Oschersleben   | 20 mei       | Marcel Fässler  | Mercedes |
| 4     | Sachsenring    | 17 juni      | Bernd Schneider | Mercedes |
| 5     | Norisring      | 8 juli       | Uwe Alzen       | Mercedes |
| 6     | Lausitzring    | 12 augustus  | Peter Dumbreck  | Mercedes |
| 7     | Nürburgring    | 26 augustus  | Laurent Aïello  | Audi     |
| 8     | A1 Ring        | 9 september  | Bernd Schneider | Mercedes |
| 9     | Zandvoort      | 23 september | Uwe Alzen       | Mercedes |
| 10    | Hockenheimring | 7 oktober    | Bernd Mayländer | Mercedes |

## Eindrangschikking
| Pos | Coureur            | HOC1 | NÜR1 | OSC | SAC | NOR | LAU | NÜR2 | A1R | ZAN | HOC2 | Ptn |
| --- | ------------------ | ---- | ---- | --- | --- | --- | --- | ---- | --- | --- | ---- | --- |
| 1   | Bernd Schneider    | 1    | 2    | 2   | 1   | 2   | 2   | 6    | 1   | 3   | 3    | 161 |
| 2   | Uwe Alzen          | 4    | 19   | 3   | DNF | 1   | DNF | 2    | 3   | 1   | 7    | 101 |
| 3   | Peter Dumbreck     | 3    | 8    | 4   | 6   | 5   | 1   | DNS  | DNF | 7   | 2    | 88  |
| 4   | Marcel Fässler     | 2    | 5    | 1   | 8   | DNF | 8   | DNF  | 6   | 5   | 5    | 76  |
| 5   | Laurent Aïello     | 7    | 1    | 5   |     | 12  | 12  | 1    | 2   | DNF | DNS  | 75  |
| 6   | Patrick Huisman    | DNF  | 7    | 9   | 3   | 7   | 5   | 3    | 5   | 4   | 18   | 63  |
| 7   | Thomas Jäger       | 5    | 3    | 10  | 13  | DNS | 4   | 4    | DNS | 12  | 10   | 43  |
| 8   | Mattias Ekström    | DNS  | 9    | 7   | 5   | 9   | 3   | 14   | 11  | DNF | 6    | 38  |
| 9   | Manuel Reuter      | 12   | DNS  | 15  | 14  | 8   | 7   | 5    | 4   | 13  | 4    | 35  |
| 10  | Christian Abt      | 10   | DNF  | 6   | 9   | 17  | 18  | DSQ  | DNS | 2   | 11   | 29  |
| 11  | Bernd Mayländer    | 9    | 20   |     |     |     | 13  | 7    | DNF | DNS | 1    | 28  |
| 12  | Marcel Tiemann     |      |      | 8   | 4   | 3   |     |      |     |     |      | 26  |
| 13  | Martin Tomczyk     | DNF  | 4    | 20† | 7   | 10  | 6   | DNF  | DNF | DNF | 16   | 23  |
| 14  | Christijan Albers  | 13   | 12   | 11  | 2   | 16  | 16  | 9    | DNF | DNF | 9    | 19  |
| 15  | Darren Turner      | 8    | 16   | DSQ | DNF | 11  | 9   | 8    | 10  | 8   | 8    | 15  |
| 16  | Joachim Winkelhock | DNS  | 13   | 17  | DNF | 4   | 14  | 13   | 9   | DNS | DNS  | 12  |
| 17  | Pedro Lamy         | 6    | 6    |     |     |     |     |      |     |     |      | 12  |
| 18  | Michael Bartels    | DNF  | 14   | 14  | 10  | 6   | DNF | 11   | DNF | 10  | 12   | 8   |
| 19  | Timo Scheider      | 11   | 10   | 12  | 12  | DNF | 11  | DNF  | DNS | 6   | DNF  | 7   |
| 20  | Hubert Haupt       | 15   | 15   | 18  | DNF | DNF | 15  | 16   | 7   | 15  | 13   | 4   |
| 21  | David Saelens      |      |      | 19  | 11  | 13  | 10  | 10   | DNF | 9   | 15   | 4   |
| 22  | Yves Olivier       | 14   | 11   | 13  | DNF | DNF | DNF | DNF  | 8   | 14  | DNF  | 3   |
| 23  | Alain Menu         | DNF  | 17   | 16  | DNF | 14  | 19  | 12   | DNF | 11  | 14   | 0   |
| 24  | Peter Mamerow      | 16   | 18   | DNS | DNF | 15  | 17  | 15   | DNS | DNF | 17   | 0   |
| 25  | Kris Nissen        |      |      |     | DNF |     |     |      |     |     |      | 0   |

| Resultaat                     |
| ----------------------------- |
| Winnaar                       |
| Tweede plaats                 |
| Derde plaats                  |
| Gefinisht (punten)            |
| Gefinisht (geen punten)       |
| Niet geklasseerd (NC)         |
| Uitgevallen (DNF)             |
| Niet gekwalificeerd (DNQ)     |
| Gediskwalificeerd (DSQ)       |
| Niet gestart (DNS)            |
| Gewond (INJ)                  |
| Uitgesloten (EX)              |
| Teruggetrokken (WD)           |
| Niet deelgenomen (blanco cel) |
| vetgedrukt (pole position)    |
| cursief (snelste ronde)       |

† — Coureur is niet gefinisht in de GP, maar heeft meer dan 90% van de race-afstand afgelegd, waardoor hij als geklasseerd genoteerd staat.
| Puntenverdeling | Puntenverdeling | Puntenverdeling | Puntenverdeling | Puntenverdeling | Puntenverdeling | Puntenverdeling |
| Positie         | 1e              | 2e              | 3e              | 4e              | 5e              | 6e              |
| --------------- | --------------- | --------------- | --------------- | --------------- | --------------- | --------------- |
| Race            | 10              | 6               | 4               | 3               | 2               | 1               |
| Kwalificaties   | 3               | 2               | 1               |                 |                 |                 |